# Johanna W.A. Naber
Johanna Wilhelmina Antoinette Naber (Haarlem, 25 maart 1859 – Den Haag, 30 mei 1941) was een Nederlands feministe en schrijfster van talrijke historische studies.

## Biografie
Naber was het tweede kind en de oudste dochter van rector en latere hoogleraar in de Griekse en Romeinse letteren en oudheden Samuel Adrianus Naber (1828-1913) en Anna Elizabeth L'Honoré (1830-1915). Twee van haar broers waren de Utrechtse hoogleraar Romeins Recht Jean Charles Naber (1858-1950) en de maritiem historicus Samuel Pierre l'Honoré Naber (1865-1936). Vanaf 1870 groeide ze op in Amsterdam na de benoeming van haar vader aan het het Atheneum Illustre (vanaf 1876: Gemeentelijke Universiteit). In 1876 behaalde ze haar HBS-diploma, en vervolgens nog verscheidene akten: voor hulponderwijzeres (met een aantekening Frans en Engels), voor Fraaie Handwerken van de afdeling Kunstnaaldwerk van de Rijksschool voor Kunstnijverheid en een akte van de eerste Kook- en Huishoudschool.
Nabers eerste werken betroffen naald- en borduurwerk (1887, 1901) maar al snel legde zij zich toe op historische werken, waarbij vrouwelijke (vorstelijke) personen vaak haar onderwerp waren, naast later vrouwen die een belangrijke rol in de emancipatie van de vrouw gehad hadden. Wat dat laatste betreft, publiceerde zij ook enige In memoriams van vriendinnen van haar.
In 1896 meldde Naber zich aan voor de organisatie van de Nationale Tentoonstelling voor Vrouwenarbeid, die in 1898 zou worden gehouden ter gelegenheid van de inhuldiging van koningin Wilhelmina; tien jaar later publiceerde zij daarover een gedenkboek.
In 1898 werd ze ook lid van de Vereeniging voor Vrouwenkiesrecht (VvVK), waarvan ze later hoofdbestuurslid werd. In 1904 werd ze lid van de Wereldbond voor Vrouwenkiesrecht, en was mede-organisator van het congres dat de bond in 1908 in Amsterdam hield. In 1914 richtte ze het tijdschrift De Nederlandsche Vrouwengids op, waarin artikelen verschenen over uiteenlopende vrouwenvraagstukken. In 1918 werd Johanna Naber, hoewel ze geen academische graad bezat, als eerste vrouw lid van het dagelijks bestuur van de Maatschappij der Nederlandse Letterkunde.
Van 1917 tot 1922 was ze presidente van de Nationale Vrouwenraad en van daaruit ook betrokken bij de Internationale Vrouwenraad. 
In 1921 werd ze in de gemeenteraad van Amsterdam gekozen voor de Vrijheidsbond, een liberale partij. Na het bereiken van het vrouwenkiesrecht in 1919, en de staatkundige gelijkstelling van de vrouw aan de man in 1922, ging Naber ervan uit dat de vrouwenbeweging nu niet meer nodig zou zijn. In de jaren dertig kwam zij op dit standpunt terug. In 1910 had ze al gestreden tegen een wetsvoorstel om gehuwde vrouwen uit te sluiten van betaald werk en nu bleek dat opnieuw nodig.
Door eigen historisch onderzoek kende Naber het belang van het bewaren en beschikbaar stellen van historisch materiaal als brieven en dagboeken. Samen met Rosa Manus en Willemijn Posthumus-van der Goot richtte ze in 1935 het Internationaal Archief voor de Vrouwenbeweging op, waaruit het huidige Atria, kennisinstituut voor emancipatie en vrouwengeschiedenis is voortgekomen.
Naber overleed op 82-jarige leeftijd op 30 mei 1941 in Den Haag.
De Johanna Naberprijs, een jaarlijkse prijs voor de beste afstudeerscriptie op het gebied van vrouwen- of gendergeschiedenis, is naar haar vernoemd en wordt uitgereikt door Atria en VVG platform voor vrouwen- en gendergeschiedenis. 